# Рифорно (Кунео)
Рифорно је насеље у Италији у округу Кунео, региону Пијемонт.
Према процени из 2011. у насељу је живело 40 становника. Насеље се налази на надморској висини од 457 м.